# نقص البيروفات كايناز
نقص البيروفات كايناز: هو اضطراب وراثي أيضي في الإنزيم بيروفات كايناز مما يؤثر في استقرار خلايا الدم الحمراء . قد تكون وراثة هذا المرض جسمية سائدة؛ و لكن في أغلب الأحيان وراثته جسمية متنحية. نقص البيروفات كايناز هو السبب الثاني الأكثر شيوعاً لفقر الدم الانحلالي التابع لنقص أو عوز في إنزيم، بعد الفوال.

## علامات وأعراض

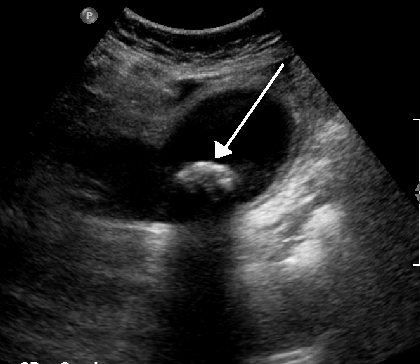
حصى في المرارة

الأعراض تختلف بشكل كبير بين أولئك الذين يعانون من نقص البيروفات كيناز. يتم الكشف عن معظم الذين يعانون من هذا المرض عند الولادة، في حين أن بعض الأعراض يمكن أن تظهر فقط في أوقات الإجهاد الفسيولوجية الكبيرة مثل الحمل، أو مع الأمراض الحادة (الاضطرابات الفيروسية). تقتصر الأعراض أو الأعراض الحادة خلال مرحلة الطفولة. ومن بين أعراض نقص البيروفات كيناز هي :
- فقر الدم الإنحلالي (من بسيط إلى حاد)
- حصاة صفراوية
- حصوات مراريه
- عدم انتظام دقات القلب
- داء ترسب الأصبغة الدموية
- اليرقان
- تضخم الطحال
- قرحة الساق
- الإعياء
- ضيق في التنفس

## الأسباب
نقص البيروفات كايناز يرجع إلى طفرة في جين نظائر البيروفات كايناز (R/L (PKLR . هناك أربعة نظائر للبيروفات كيناز، اثنان منها المشفرة بواسطة PKLR جين (النظائرL و R, التي تستخدم في الكبد وكريات الدم الحمراء، على التوالي). الطفرات في جين PKLR تسبب بالتالي نقص في إنزيم البيروفات كايناز .
هناك 180 طفرة جينية مختلفة تم العثور على الجين الذي يشفر نظائر البيروفات كايناز L و R، أربعة وعشرون من هذه الطفرات هي عبارة عن تغيرنوكليوتيد واحد وهذه الطفرة تسمى الطفرات المغلطة. نقص البيروفات كيناز الأكثر شيوعا هو جسمية السمة المتنحية. على الرغم من أن أعراض المرض تظهر في الغالب في حالة تماثل الزيجوت، يمكن أن تظهرأيضا في حالة الزيجوت المركب علامات سريرية.

## الفيزيولوجيا المرضية

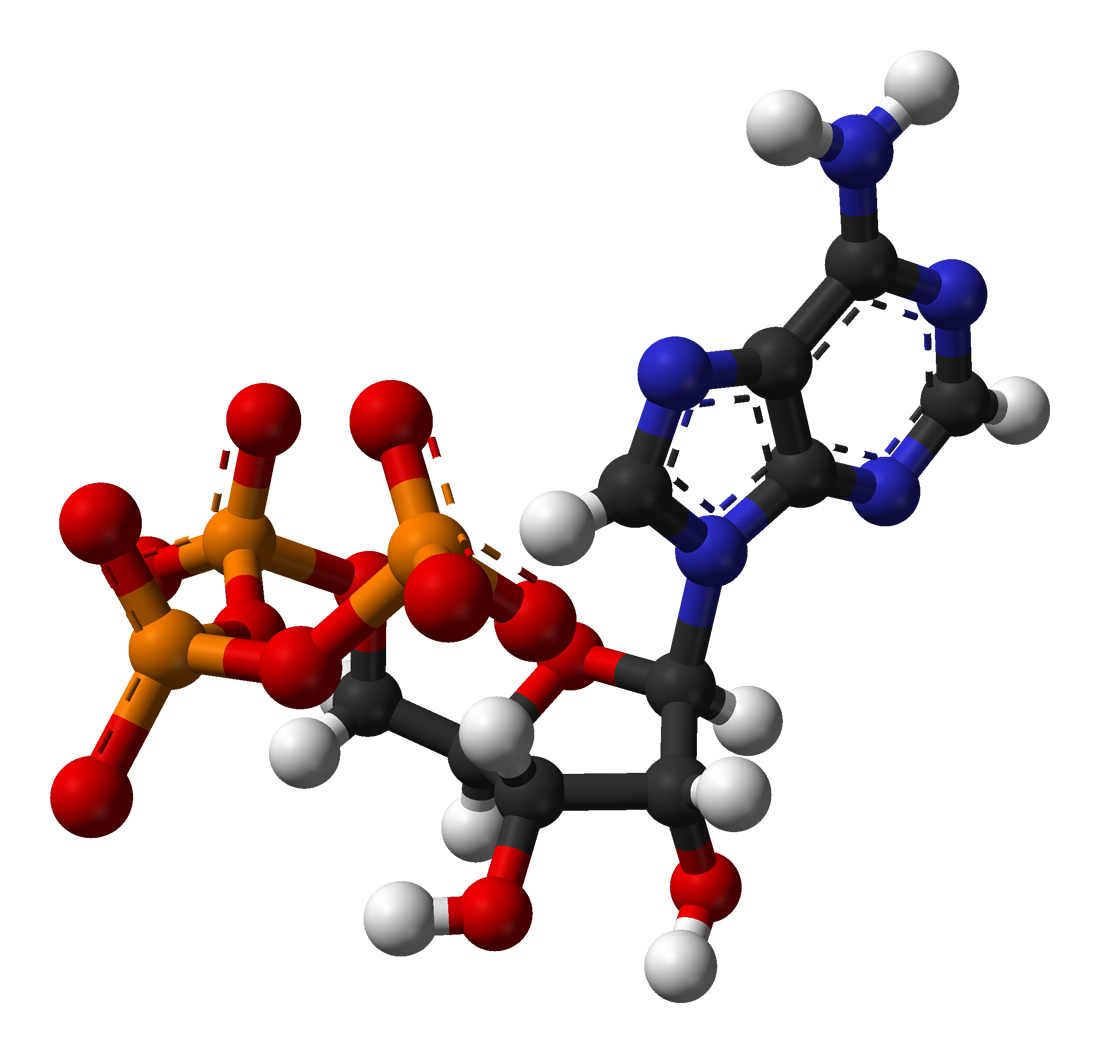
ATP-3D

البيروفات كينازهو آخر الإنزيمات المستخدمه في تحلل السكر نقل مجموعة الفوسفات من الفسفو اينول بيروفات (PEP) إلى أدينوسين ثنائي الفوسفات (ADP) ، مما يؤدي إلى إنتاج أدينوسين ثلاثي الفوسفات (ATP) و البيروفات. و تعتبر هذه ثاني خطوة لإنتاج ATP في عملية تحلل الجلوكوز. وإضافة إلى ذلك هي الخطوة الثالثة المنظمة لذلك المسار. نقص البيروفات كيناز في خلايا الدم الحمراء الناتج عن  كمية غير كافية من الإنزيم أوعن  النقص الكامل في الانزيم يمنع الانتهاء من مسار تحلل الجلوكوز. ولذلك، فإن جميع المنتجات في الماضي تمنع تكون نقص في خلايا الدم الحمراء. وتشمل هذه المنتجات ATP والبيروفات.
تفتقر كريات الدم الحمراء الناضجة إلى نواة وميتوكوندريا. دون نواة، فإنها تفتقر إلى القدرة على بناء البروتينات الجديدة وإذا كان قد حدث أي شي للبيروفات كايناز الخاص بهم، فإن كريات الدم الحمراء غير قادرة على بناء إنزيمات بديلة طوال بقية دورة حياتهم. بالإضافة إلى ذلك في حال عدم وجود الميتوكوندريا، تعتمد كريات الدم الحمراء بشكل كبير على المسار اللاهوائي لإنتاج ATP  أثناء تحلل السكر لجميع متطلبات الطاقة تقريبا.
إن عدم كفاية ATP في كريات الدم الحمراء سوف يؤدي إلى توقف جميع العمليات النشطة في الخلية.  مضخات الصوديوم بوتاسيوم ATPase هي أول عمليه نشطة في الخلية سيتم توقفها. غشاء الخلية هو أكثر نفاذية للبوتاسيوم بدلا من الصوديوم وذلك يؤدي إلى تسريب البوتاسيوم . يصبح السائل داخل الخلايا منخفض التوتر، يتحرك الماء إلى أسفل التركيز المتدرج للخروج من الخلية وبالتالي تتقلص الخلية ويحدث الموت الخلوي، وهذا ما يسمى "الجفاف على المستوى الخلوي'. هذه هي الطريقة التي يؤدي بها نقص البيروفات كايناز إلى فقر الدم الانحلالي، والجسم الذي يعاني من نقص خلايا الدم الحمراء كما يتم تدميرها بسبب عدم وجود ATP بمعدل أكبر مما يتم إنشاؤها.

## التشخيص
تشخيص نقص كيناز البيروفات يمكن أن يتم عن طريق العد الكامل الدم (differential blood counts) و عد الخلايا الشبكية. و هناك طرق أخرى للتشخيص وتشمل القياس المباشر للإنزيم، والتي بدورها تمكن من تحديد مستوى الانزيم لكريات الدم الحمراء، والتي يتم فصلها عن طريق  كثافة الطرد المركزي، وكذلك عن طريق التسلسل المباشر للحمض النووي. في معظم الأحيان عند التعامل مع نقص البيروفات كايناز،  هناك تقنيات تشخيصية مكملة لبعضها البعض وذلك لأن كل تقنيه لها عيوب خاصة بها. القياس المباشر للإنزيم يمكن من  تشخيص الاضطراب أما الاختبار الجزيئي يمكن من تأكيد التشخيص أوالعكس صحيح. وعلاوة على ذلك، اختبارات تحديد الأملاح الصفراء (البيليروبين) يمكن استخدامها لمعرفة ما إذا كانت المرارة قد تم اختراقها.

## العلاج
معظم حالات الأفراد المصابين بنقص البيروفات كايناز لا تتطلب العلاج. أولئك الأشخاص المتأثرين بشدة قد يموتون في الرحم من فقر الدم أو قد تتطلب معالجة مكثفة. مع هذه الحالات الشديدة من نقص البيروفات كايناز في خلايا الدم الحمراء، والعلاج هو الخيار الوحيد، ومع ذلك، العلاج عادة ما يكون فعالا في الحد من شدة الأعراض.
العلاج الأكثر شيوعا هو نقل الدم, لا سيما في الأطفال الرضع والأطفال الصغار. هذا يتم إذا كان عدد خلايا الدم الحمراء قد انخفضت إلى مستوى حرج. و يعتبر زرع نخاع العظم هوخيارعلاجي .
هناك كذلك طريقة طبيعية، فإن الجسم يحاول علاج هذا المرض. لأنه يزيد من إنتاج كرات الدم الحمراء  (reticulocytosis) لأن الشبكيات غير ناضجة من خلايا الدم الحمراء التي لا تزال تحتوي على الميتوكوندريا ولذلك يمكن أن تنتج ATP عن طريق الفسفرة التأكسدية. ولذلك، فإن خيار العلاج في الحالات الحادة جدا هو إجراء استئصال الطحال. وهذا لا يمنع تدمير كريات الدم الحمراء ولكنه يساعد على زيادة كمية الشبكيات في الجسم حيث أن معظم انحلال الدم يحدث عندما تحاصر  شبكيات في بيئة نقص الأكسجة من الطحال. وهذا يقلل من فقر الدم الحاد وبالتالي يقلل من الحاجة إلى نقل الدم.

## علم الأوبئة
يحدث نقص البيروفات كيناز في جميع أنحاء العالم، ولكن شمال أوروبا، واليابان لديها العديد من الحالات. انتشار نقص البيروفات كيناز حوالي 51 حالة لكل مليون في السكان (عن طريق تردد الجينات).

## مزيد من القراءة
- Hoffman, Ronald; Jr, Edward J. Benz; Silberstein, Leslie E.; Heslop, Helen; Weitz, Jeffrey; Anastasi, John (12 Feb 2013). Hematology: Diagnosis and Treatment (بالإنجليزية). Elsevier Health Sciences. ISBN:1455776882. Archived from the original on 2021-04-27.
- Baroncian، Luciano (1994). "Prenatal Diagnosis of Pyruvate Kinase Deficiency" (PDF). Blood. مؤرشف من الأصل (PDF) في 2018-01-03. اطلع عليه بتاريخ 2015-11-12.

## وصلات خارجية
- الذين يعيشون مع ن قص البيروفات كايناز